# 孟学農
孟学農（もう がくのう）は中華人民共和国の政治家。中国人民大学でマルクス・レーニン主義を専攻し、商工業管理学の修士号を持つ。

## 経歴
1972年7月に中国共産党に入党、第16、17期党中央委員。北京市での党務及び政務経験が長く、1993年北京市副市長、1998年市党委員常務委員、2002年党委副書記を経て、2003年1月北京市長就任。中国共産主義青年団での職務経験も有り、胡錦濤派と目される。
就任直後に発生したSARS事件の処理が適切ではないとされ、引責辞任を余儀なくされた。江沢民派とされた張文康衛生部長と共に辞任したので、両派の痛み分けもしくはバランス人事であったとも言われる。
2003年9月、国務院南水北調工程建設委員会弁公室副主任、副部長クラスの党組織副書記に就任したため、失脚ではないと見られていたが、2007年9月に山西省の省長代理に、2008年1月に正式に省長に就任する。しかし同年9月に襄汾土石流事故で274人の死者を出し、省内安全生産の責任者であったため辞意を表明し受理された。
2010年1月、中央直属機関工作委員会副書記の肩書きで中央直属機関党工作会議を主催し、これが新華社に報じられた。
2013年3月、第十二届全国政協常委兼社会和法制委員会主任に当選。

## 外部サイト
- 新華社による履歴

| 先代劉淇 | 北京市長2003年 | 次代王岐山 |

| 先代于幼軍 | 山西省長2007年－2008年 | 次代王君 |